# Arquidiocese de Verapoly
A Arquidiocese de Verapoly (Archidiœcesis Verapolitanus) é uma arquidiocese da Igreja Católica situada na Costa do Malabar, em Kerala, na Índia. É fruto da elevação do vicariato apostólico de Verapoly, que antes era denominado vicariato apostólico do Malabar. Seu atual arcebispo é Joseph Kalathiparambil e seu bispo-auxiliar é Joseph Karikkassery. Sua sé é a Catedral São Francisco de Assis, em Cochim e a basílica menor, o Santuário Nacional Basílica de Nossa Senhora da Expiação, em Ernakulam.

## História
Foi estabelecido, em 1659, o vicariato apostólico do Malabar, como uma missão Carmelita, por ordem do Papa Alexandre VII, usando o rito oriental. Era ligado, na sua fundação, à Arquidiocese de Cranganore, que na época, era ligada à Diocese de Cochim. Apesar da tomada neerlandesa da região, antes dominada pelos portugueses, os católicos conseguiram manter o vicariato ativo.
Em 1709, por bula do Papa Clemente XI, o vicariato apóstolico de Malabar foi transformado em vicariato apostólico de Verapoly (em homenagem à ilha, onde estava sediado o vicariato).
Pela bula papal "Multa Praeclara", do Papa Gregório XVI, de 1838, as Sés de Cangranore e Cochim, que nessa época incluía Quilon, foram anexadas a este vicariato.
Pela carta Apostólica "Humanae Salutis Auctor", do Papa Leão XIII, em 1886, foi criada a Hierarquia da Índia, em que foram criadas várias arquidioceses, entre elas, a de Verapoly. Pela mesma carta, a Diocese de Cochim foi restabelecida.
Em 1887, forma separadas as igrejas do rito oriental das do rito romano. Pela Bula "Quod Jam Pridem", os adotantes do rito oriental estavam dispensados da jurisdição da nova arquidioceses, sendo criado duas novas dioceses que seguiriam esse rito litúrgico, a de Trichur e de Kottayam.
No início do século XIX, a Sé da Arquidiocese foi transferida para Ernakulam, na região de Cochim.

## Prelados
|                                  | Nome                                                            | Período    | Notas                                               |
| Arcebispos                       | Arcebispos                                                      | Arcebispos | Arcebispos                                          |
| -------------------------------- | --------------------------------------------------------------- | ---------- | --------------------------------------------------- |
| 9º                               | Joseph Kalathiparambil                                          | 2016-      | Atual                                               |
| 8º                               | Francis Kallarakal                                              | 2010-2016  | Arcebispo emérito                                   |
| 7º                               | Daniel Acharuparambil, O.C.D.                                   | 1996-2009  |                                                     |
| 6º                               | Cornelius Elanjikal                                             | 1987-1996  |                                                     |
| 5º                               | Joseph Kelanthara                                               | 1971-1986  |                                                     |
| 4º                               | Joseph Attipetty                                                | 1934-1970  |                                                     |
| 3º                               | Ángel María Pérez y Cecilia, O.C.D.                             | 1918-1934  |                                                     |
| 2º                               | Felipe Arginzonis y Astobiza, O.C.D.                            | 1897-1918  |                                                     |
| 1º                               | Giuseppe Antonio (Leonardo di San Luigi) Mellano, O.C.D.        | 1886-1897  |                                                     |
| Arcebispos coadjutores           |                                                                 |            |                                                     |
|                                  | Joseph Attipetty                                                | 1932-1934  |                                                     |
|                                  | Ángel María Pérez y Cecilia, O.C.D.                             | 1915-1918  |                                                     |
|                                  | Felipe Arginzonis y Astobiza, O.C.D.                            | 1896-1897  |                                                     |
| Bispos auxiliares                |                                                                 |            |                                                     |
|                                  | Antony Valumkal                                                 | 2024-      | Atual                                               |
|                                  | Joseph Karikkassery                                             | 2006-2010  | Nomeado Bispo de Kottapuram                         |
|                                  | Anthony Thannikot                                               | 1978-1984  |                                                     |
| Vigários apostólicos             |                                                                 |            |                                                     |
| 17º                              | Giuseppe Antonio (Leonardo) Mellano, O.C.D.                     | 1868-1886  | Elevado à Arcebispo                                 |
| 16º                              | Bernardine Baccenelli di Santa Teresa, O.C.D.                   | 1855-1868  |                                                     |
| 15º                              | Ludovico di Santa Teresa Martini, O.C.D.                        | 1844-1855  |                                                     |
| 14º                              | Francesco Saverio Pescetto, O.C.D.                              | 1831-1844  |                                                     |
| 13º                              | Miles Prendergast, O.Carm.                                      | 1818-1827  |                                                     |
| 12º                              | Paolo Antonio Raimundo de San Giuseppe Roviglia, O.C.D.         | 1803-1815  |                                                     |
| 11º                              | Luigi Maria di Gesu Pianazzi, O.C.D.                            | 1784-1802  |                                                     |
| 10º                              | Giuseppe Antonio Albertini, O.C.D.                              | 1780-?     |                                                     |
| 9º                               | Eustache Federl, O.C.D.                                         | 1774-1779  |                                                     |
| 8º                               | Mikołaj Szostak, O.C.D.                                         | 1750-1773  |                                                     |
| 7º                               | Giovanni Battista Maria di Santa Teresa Multedi, O.C.D.         | 1714-1750  |                                                     |
| 6º                               | Angelo Francesco di Santa Teresa Vigliotti, O.C.D.              | 1700-1712  |                                                     |
| 5º                               | Custódio de Pinho                                               | 1694-1697  |                                                     |
| 4º                               | Rafael de Figueiredo Salgado                                    | 1685-1694  |                                                     |
| 3º                               | Thomas de Castro (Laino), C.R.                                  | 1676-1685  |                                                     |
| 2º                               | Alexandre de Campo                                              | 1663-1676  |                                                     |
| 1º                               | Giuseppe Maria Sebastiani, O.C.D.                               | 1659-1663  | Nomeado Bispo de Bisignano                          |
| Vigários apostólicos coadjutores |                                                                 |            |                                                     |
|                                  | Giovanni Battista Antonio Bartolomeo Marcellino Berardi, O.C.D. | 1877-1892  | Faleceu no cargo                                    |
|                                  | Giuseppe Antonio (Leonardo) Mellano, O.C.D.                     | 1868       |                                                     |
|                                  | Ludovico di Santa Teresa Martini, O.C.D.                        | 1839-1844  |                                                     |
|                                  | Maurelius Stabellini, O.C.D.                                    | 1827-1837  |                                                     |
|                                  | Juan a Santa Margarita, O.C.D.                                  | 1778-1780  | Renunciou                                           |
|                                  | Giorgio Antonio Vareschi, O.C.D.                                | 1764-1773  | Nomeado Vigário apostólico de Great Mogul (Mughals) |
|                                  | Mikołaj Szostak, O.C.D.                                         | 1746-1750  |                                                     |
|                                  | Joannes Antonius Stratman, O.C.D.                               | 1738-1746  | Nomeado Vigário apostólico de Great Mogul (Mughals) |
|                                  | Rafael de Figueiredo Salgado                                    | 1677-1685  |                                                     |